# Seznam jezer na Švedskem
Seznam jezer na Švedskem.
- Bolmen
- Boren
- Dellen
- Glan
- Hjälmaren
- Hornavan
- Mälaren
- Roxen
- Siljan
- Sommen
- Sparren
- Storsjön
- Torne träsk
- Tåkern
- Vänern
- Vättern

## 10 največjih

### Površina
1. Vänern 5.648 km²
2. Vättern 1.893 km²
3. Mälaren 1.140 km²
4. Hjälmaren 484 km²
5. Storsjön 464 km²
6. Siljan z Orsasjön 354 km²[Op. 1]
7. Torneträsk 330 km²
8. Akkajaure 240 km²
9. Hornavan 220–283 km²[Op. 2]
10. Uddjaure 210 km²
11. Bolmen  184 km²

### Globina
1. Hornavan 228 m
2. Torneträsk 168
3. Vojmsjön 145
4. Stor-Blåsjön 144
5. Stor-Rensjön 140
6. Virihaure 138
7. Kallsjön 134
8. Vastenjaure 134
9. Siljan 134
10. Kultsjön 130

### Prostornina
1. Vänern  153 km³
2. Vättern 77,6
3. Torne träsk 17,1
4. Mälaren 14,3
5. Hornavan 11,9
6. Siljan 8,09
7. Storsjön 8,02
8. Kallsjön 6,14
9. Virihaure 4,43
10. Storuman 4,18